# Oberonia hybrida
Oberonia hybrida är en orkidéart som beskrevs av Rudolf Schlechter. Oberonia hybrida ingår i släktet Oberonia och familjen orkidéer. Inga underarter finns listade i Catalogue of Life.